# هائو هایدونگ
هائو هایدونگ ‍‍(به چینی: 郝海东) (زاده ۹ مه ۱۹۷۰ در چینگدائو، استان شاندونگ) بازیکن فوتبال اهل کشور چین است که در حال حاضر به تیم چنگدو بلیدز کمک می‌کند، تیمی که به تازگی توسط باشگاه فوتبال انگلیسی شفیلد یونایتد خریداری شده است.
او از ۱۹۹۶ تا سال ۲۰۰۵ نه فصل برای تیم دالیان هایچانگ بازی کرد و در این سال ازای یک پوند به باشگاه شفیلد یونایتد در لیگ قهرمانی فوتبال انگلیس پیوست. این قرارداد در زمان خود رکورد ارزان‌ترین مبلغ انتقال یک بازیکن بود.
هایدونگ با رکورد ۴۱ گل در ۱۱۵ بازی ملی از بهترین مهاجمان فوتبال آسیا در دوران خود بود، او در صعود تیم ملی فوتبال چین به جام جهانی ۲۰۰۲ نقش حیاتی داشت و در لیگ قهرمانان آسیا ۰۳-۲۰۰۲ با زدن ۹ گل برای تیم دالیان هایچانگ بهترین گلزن این رقابت‌ها شد.

سال 2020 هایدونگ در سالگرد اعتراضات میدان تیان آن من، خواستار سرنگونی حکومت کمونیستی چین شد. بعد از این واکنش که توسط هایدونگ و همسرش، که او هم دو بار سابقه قهرمانی جهان در رشته بدمینتون را دارد، با واکنش خشمگینانه دولت چین روبرو شد. چینی‌ها نام هایدونگ و همسرش را از اینترنت ملی این کشور و رکورد او را از اسناد رسمی حذف کردند.
هائو هایدونگ روز پنج‌شنبه گذشته در  سالگرد اعتراضات میدان تیان آن من، در یک ویدیوی زنده خواستار سرنگونی حکومت کمونیستی شد و مانیفستی برای تشکیل یک فدراسیون چینی منتشر کرد. هایدونگ همچنین از سیاست‌های چین در اعطای تابعیت این کشور به فوتبالیست‌های خارجی برای صعود به جام جهانی انتقاد کرد و به خصوص اعطای تابعیت به الکسون برزیلی را مورد انتقاد قرار داد.
هائو هایدونگ همیشه به اظهارنظرهای سیاسی جنجالی شهرت داشته و علاوه بر اظهارنظرهای سیاسی، بارها به دفاع از فوتبالیست‌های کشورش پرداخته. چندی پیش که باشگاه گوانگژو اورگرانده بازیکنش یو هانچائو را به دلیل دستکاری کردن در پلاک خودرویش اخراج کرد، هایدونگ به حمایت از او برخاست و از رئیس میلیاردر این باشگاه شو جیاین خواست با بازیکنانش طوری رفتار نکند که گویی ابزارهای او هستند.هائو هایدونگ در زمان اولین حضور چین در جام جهانی، که در سال 2002 در زمان برگزاری جام جهانی در کره و ژاپن اتفاق افتاد در این تیم حضور داشت و ستاره بی‌منازع چینی‌ها بود. او را در کشورش گاهی به عنوان آلن شیرر چین می‌شناسند ولی لقب اصلی او چیز دیگری است.
در روزهای درخشش هائو هایدونگ در تیم ملی چین و فوتبال این کشور، مایکل جردن اسطوره آمریکایی بسکتبال مشهورترین ورزشکار دنیا بود و به همین دلیل بود که در چین، هائو را به عنوان  مایکل جردن چین می‌شناختند. این شهرت خارق‌العاده هائو است که امروز باعث شده بسیاری از اهالی این کشور از حذف شدن نام او از اینترنت ملی‌شان شگفت‌زده شوند.

اقدام اخیر دولت چین مسلما چه در داخل و چه در خارج از کشور اعتراض‌های زیادی به دنبال خواهد داشت. نام هائو هایدونگ ابتدا از شبکه اجتماعی داخلی چین، ویبو حذف شد و سپس دوست‌داران هائو هر چه نام او را در اینترنت جستجو کردند چیزی نیافتند. اینترنت در چین به شدت تحت کنترل دولت قرار دارد و نسخه‌ای از آن که در داخل خاک چین قابل استفاده است از سوی مخالفین به عنوان اینترنت داخلی توصیف می‌شود.
1. ↑  Veteran Hao Haidong to join Blades for a quid
2. ↑  Hao Haidong - Century of International Appearances